# جلیل رشیدی کوچی
جلیل رشیدی کوچی سیاستمدار ایرانی بود. وی توانست در چهارمین انتخابات مجلس شورای اسلامی با کسب ۶۷٬۷۵۲ رای از مجموع ۱۱۷٬۷۳۵ رای (۵۷٫۵۰ درصد کل آراء) از حوزه انتخابیه مرودشت، پاسارگاد و ارسنجان از استان فارس انتخاب گردد.